# خضير أبو العباس
خضير أبو العباس (8 تشرين الثاني 1962 - ) ممثل كوميدي ومقدم برامج عراقي.

## أعماله

### المسلسلات
- بيت الطين
- ونان وكنان
- الدهانة
- العرضحالجي

### أداء صوتي
- شلش من حي التنك - دهش

### المسرحيات
- بيت الطين
- رد وبدل